# Martyrologium Adonis

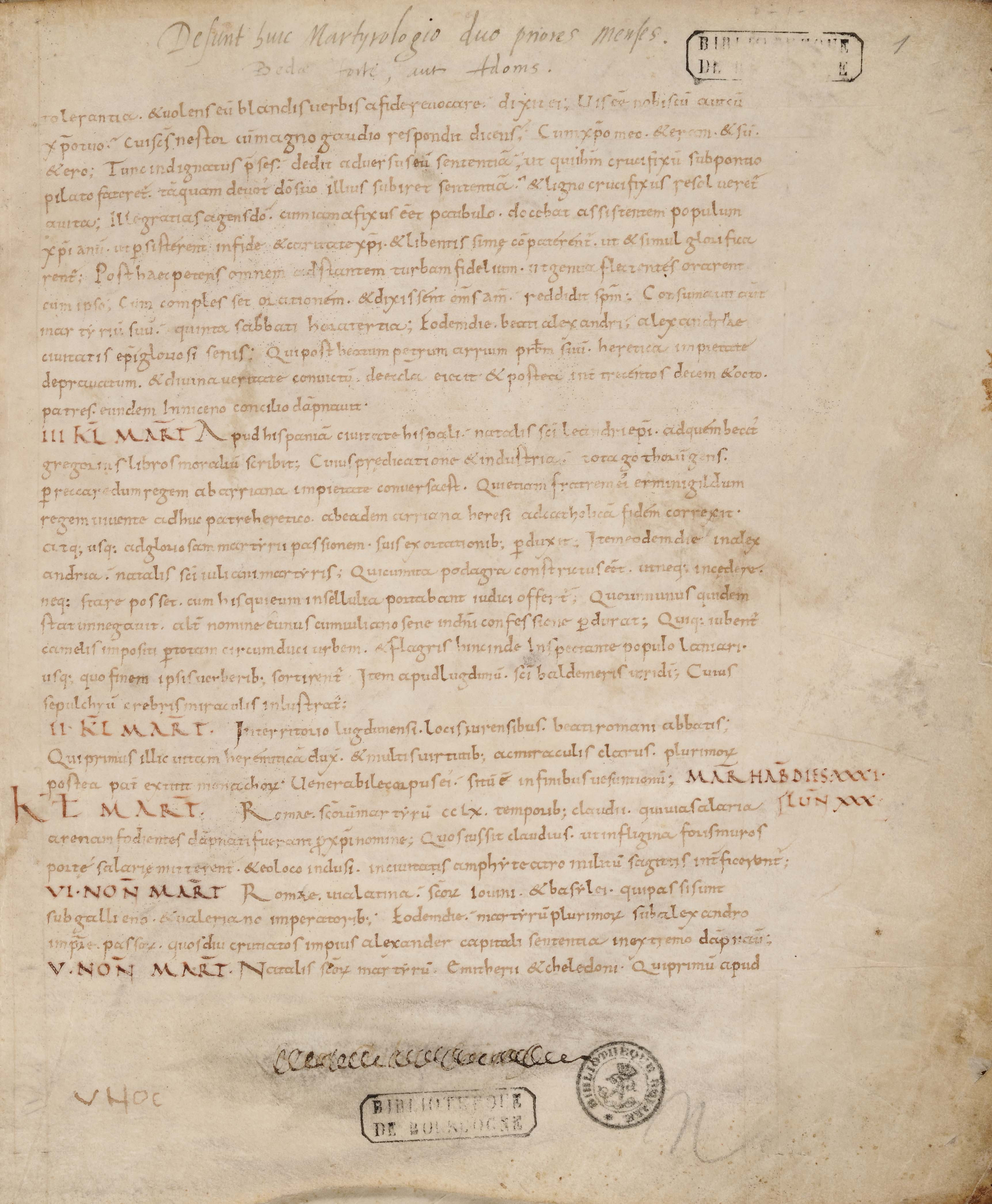
Martyrologium Adonis, Brüssel, Königliche Bibliothek, Ms. 1791-94

Das Martyrologium Adonis archiepiscopi Viennensis ist eine Schrift (Martyrologium), die von Ado von Vienne etwa ab 855 verfasst wurde.
Sie ist in mehreren Fassungen erhalten. 
Die älteste Fassung entstand wahrscheinlich in Lyon und enthält ein Verzeichnis der christlichen Märtyrer und Heiligen mit einigen kurzen historischen Angaben. 
Eine zweite Fassung enthält zusätzlich Angaben zu den Päpsten, diese entstand etwas später. Eine zusätzliche Erweiterung enthält außerdem Angaben zu regionalen Heiligen und Klerikern. Diese waren möglicherweise von einem anderen Autor nach 875 geschrieben worden.
Die älteste erhaltene Handschrift enthält die zweite Fassung und befindet sich in der Stiftsbibliothek St. Gallen, Signatur Cod. 454 (ix ex).
Eine Handschrift aus dem Kloster St. Emmeram in Regensburg enthält auch Textpassagen in altkirchenslawischer Sprache.